# Galla (vrouw van Julius Constantius)
Galla (fl rond 325) was een lid van de Constantijnse dynastie die heerste over het Romeinse Rijk.

## Biografie
Galla was de zuster van de consul Neratius Cerealis en van de pretoriaanse prefect Vulcacius Rufinus.
Ze trouwde met Julius Constantius, een zoon van Constantius Chlorus en een halfbroer van keizer Constantijn de Grote. Uit dit huwelijk werd een zoon geboren, die samen met zijn vader tijdens de zuiveringen van 337 werd vermoord, en een dochter, die met haar neef Constantius II trouwde, en ten slotte Constantius Gallus, de latere Caesar van het Oosten, geboren rond 325. Er is voorgesteld dat Galla en Julius Constantius nog een andere dochter hadden, geboren tussen 324 en 331, die trouwde met Justus, de vader van Justina, wier dochter, de vrouw van keizer Theodosius I, ook Galla heette.
Galla overleed voor haar echtgenoot, waarna haar zoon Gallus werd toevertrouwd aan de zorg van een bisschop.

## Voetnoten
1. ↑   Waarschijnlijk was Neratius haar broer en Vulcacius haar halfbroer, aangezien "Gallus" een cognomen van de Neratii was (Jones, blz. 198).
2. ↑  Julianius, Brief aan de Atheners, 270D.
3. ↑   haar naam was waarschijnlijk Galla, Julia of Constantia, de namen van haar ouders (Noel Emmanuel Lenski, The Cambridge companion to the Age of Constantine, Volume 13, Cambridge University Press, 2006, ISBN 0-521-52157-2, blz. 107).
4. ↑   Libanius xviii.10.
5. ↑  Lenski, blz. 97.